# María Dolores Vila Jato
María Dolores Vila Jato, nacida en Lugo el 9 de julio de 1950, y fallecida el 2 de abril de 2001, fue una historiadora española especializada en historia del arte.

## Biografía
Se licenció en Filología Francesa y en Geografía e Historia (Sección de Historia del Arte), en la Universidad de Santiago de Compostela (USC), en la segunda de las cuales obtuvo el premio extraordinario de licenciatura.
En su licenciatura en Historia del Arte presentó su tesina (tesis de licenciatura) sobre Francisco de Moure, escultor barroco compostelano, pero que realizó su mayor producción artística en Orense y, después, en Lugo.
En 1978 defendió su tesis doctoral La escultura del Renacimiento en Galicia. El manierismo, dirigida por Ramón Otero Túñez, que fue calificada con la máxima nota.
En 1982 ganó por oposición la plaza de profesora adjunta y, desde 1984, fue profesora titular de Historia del Arte Moderno y Contemporáneo de la USC.
Le fue concedida una beca por el Ministerio de Educación de España para la formación del personal investigador. Participó activamente en congresos de su especialidad. Su línea de investigación se centró en el arte moderno.
La profesora Vila Jato fue académica correspondiente de la Real Academia de Bellas Artes de San Fernando. Falleció el 2 de abril de 2001.

## Muerte y homenajes
A  su muerte, en el salón noble del Liceo de Orense se celebró un homenaje en su recuerdo, en el que el "Grupo Francisco de Moure" acordó nombrarla, a título póstumo, a la «amiga, maestra, consejera y defensora a ultranza del arte orensano», como «Miembro de Honor» de esa sociedad. Por su parte, el Departamento de Historia del Arte de la USC publicó un libro colectivo, en dos tomos, en su homenaje,

## Vida personal
Dolores Vila se casó con el profesor Ángel Sicart Giménez, historiador del arte como ella, y que desempeñó, entre otros cargos, la Dirección General de Patrimonio Cultural de la Junta de Galicia. La pareja tuvo un hijo.

## Publicaciones
La doctora Vila Jato fue autora de 17 artículos de revistas, 15 colaboraciones en obras colectivas, dirigió dos tesis doctorales y publicó los siguientes 5 libros:
- 2000 - Catedral de Santiago de Compostela. León, España: Editorial Everest. ISBN 84-241-3622-5.
- 1998 - El Camino de Santiago y sus paradores. Madrid: Secretaría de Estado de Comercio, Turismo y de la P.Y.M.E. ISBN 84-95104-05-9.
- 1997 - Sonidos de un viaje milenario. Madrid: Paradores de Turismo de España. ISBN 84-922753-0-8.
- 1993 - O Renacemento. Sada: Ediciós do Castro. ISBN 84-7492-646-7. (En Gallego)
- 1993 - Galicia en la Epoca del Renacimiento. La Coruña: Hércules, 1993. ISBN 84-872-4420-3.
- 1991 - Francisco de Moure. Santiago de Compoostela: Junta de Galicia. ISBN 84-453-0285-X.